# Saint-Arcons-d'Allier
Saint-Arcons-d'Allier is een gemeente in het Franse departement Haute-Loire (regio Auvergne-Rhône-Alpes) en telt 164 inwoners (1999). De plaats maakt deel uit van het arrondissement Brioude.

## Geografie
De oppervlakte van Saint-Arcons-d'Allier bedraagt 15,6 km², de bevolkingsdichtheid is 10,5 inwoners per km².
De onderstaande kaart toont de ligging van Saint-Arcons-d'Allier met de belangrijkste infrastructuur en aangrenzende gemeenten.

## Demografie
Onderstaande figuur toont het verloop van het inwonertal (bron: INSEE-tellingen).